# Marina de Van
Marina de Van (Boulogne-Billancourt, 8 de febrer de 1971) és una escriptora, actriu, guionista i directora de cinema francesa.

## Biografia
Antiga alumna de La Fémis, hi va dirigir el seu primer curtmetratge Bien sous tous rapports que narra la història de com una família burgesa vinculada a les bones maneres ensenya a la seva filla el mètode de fer la fel·lació correctament. A l'inici de la seva carrera va treballar regularment com a actriu i guionista per a François Ozon. Va dirigir diversos curtmetratges abans de dirigir el seu primer llargmetratge, Dans ma peau. Es va estrenar com a directora amb Ne te retourne pas, una pel·lícula ambiciosa per a la qual va treballar durant diversos anys i que va ser un fracàs públic. Després va dirigir la pel·lícula de terror Dark Touch i va explicar en una novel·la els seus problemes d'addicció.
Va experimentar una addicció als medicaments, a l'alcohol i la cocaïna que la van portar a ser hospitalitzada i sotmetre's a tractaments de desintoxicació. Un cop curada, relata aquesta experiència al seu llibre Stereoscopie, publicat el 2013.
És membre del col·lectiu 50/50 que té com a objectiu promoure la igualtat de dones i homes i la diversitat al cinema i audiovisual.

## Filmografia

### Directora
Curtmetratges
- 1993 : Luce Turnier
- 1996 : Bien sous tous rapports
- 1997 : Rétention
- 1997 : La Poseuse
- 1999 : Alias
- 1999 : Psy-show
- 2003 : L'Épicerie (film de la col·lecció Talents Cannes)
- 2003 : L'Hôtel (film de la coll·ecció Talents Cannes)
- 2003 : L'Hôpital (film de la col·lecció Talents Cannes)
- 2007 : La Promenade

Llargmetratges
- 2002 : Dans ma peau
- 2009 : Ne te retourne pas
- 2011 : Le Petit Poucet
- 2013 : Dark Touch

### Guionista
- 1997 : Regarde la mer de François Ozon
- 1999 : Els amants criminals de François Ozon (Escritura del poema La bouche de Saïd)
- 2000 : Sous le sable de François Ozon (amb Emmanuèle Bernheim i Marcia Romano)
- 2002 : 8 femmes de François Ozon (Scénario écrit avec François Ozon)
- 2006 : Je pense à vous de Pascal Bonitzer (amb Pascal Bonitzer)
- 2009 : Ne te retourne pas
- 2011 : Le Petit Poucet (amb Bertrand Santini segons el conte de Charles Perrault)

### Actriu
- 1996 : Bien sous tous rapports (curtmetratge) (La fille)
- 1997 : Rétention (curtmetratge) (La jeune femme)
- 1997 : Regarde la mer (migmetratge) de François Ozon (Tatiana)
- 1998 : Sitcom de François Ozon (Sophie)
- 1998 : Un peu de temps réel (Curtmetratge) de Olivier Torres
- 2000 : Les Frères Sœur de Frédéric Jardin (La prostituta SM)
- 2002 : Dans ma peau (Esther)
- 2004 : Boulevard du Palais, episodi « Le Récidiviste » dirigida per Renaud Bertrand (Pascale Rolin)
- 2006 : Je pense à vous de Pascal Bonitzer (Anne)
- 2007 : La Promenade (curtmetratge) (Claire)
- 2007 : La Clef de Guillaume Nicloux (Sophie)
- 2017 : Le Bureau des légendes, temporada 3, 3 episodis dirigits per Hélier Cisterne, Eric Rochant, Samuel Collardey, Antoine Chevrollier (Marjorie Brenner)